# Have You Ever Been in Love
Pour les articles homonymes, voir Have You Ever Been in Love (homonymie).
Pistes de One Heart
Sorry for Love Reveal
Have You Ever Been in Love est une chanson de Céline Dion qui se retrouve sur les albums A New Day Has Come et One Heart. La chanson sera lancée comme deuxième extrait de One Heart le 14 avril 2003 au Canada et aux États-Unis, et comme troisième extrait en Europe le 2 novembre 2003.
Le vidéoclip a été dirigé par Antti Jokinen les 29 et 30 avril 2003 et sera lancé en juin 2003.
Aux États-Unis, la chanson a atteint la 104e position et n'entre pas dans les palmarès des 100 chansons les plus populaires. En Suède, la chanson débute en 57e position et reste 2 semaines dans les charts.
| Pays                         | Meilleure Position |
| ---------------------------- | ------------------ |
| Canada Airplay               | 59                 |
| Suède                        | 57                 |
| États-Unis Billboard Hot 100 | 104                |